# Corvus Racer 540
Pour les articles homonymes, voir Corvus (homonymie).

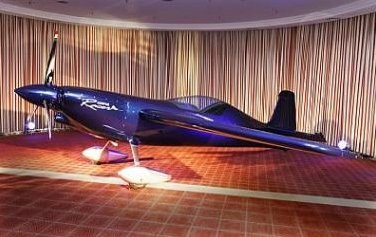
Corvus Racer 540

Le Corvus Racer 540 est un avion de voltige de compétition monoplace. Il est produit par Corvus Aircraft Ltd (en) en Hongrie. Il est équipé d'un moteur Lycoming AEIO-540 de 330 ch.
La conception du Corvus Racer 540 a commencé en 2007, lorsque Corvus Aircraft a signé un contrat avec Red Bull pour développer un nouvel avion pour Peter Besenyei, spécialement conçu pour les courses aériennes. Son entrée en compétition a eu lieu en 2010 lors du Championnat du monde Red Bull de course aérienne à Windsor (Ontario) piloté par Peter Besenyei.

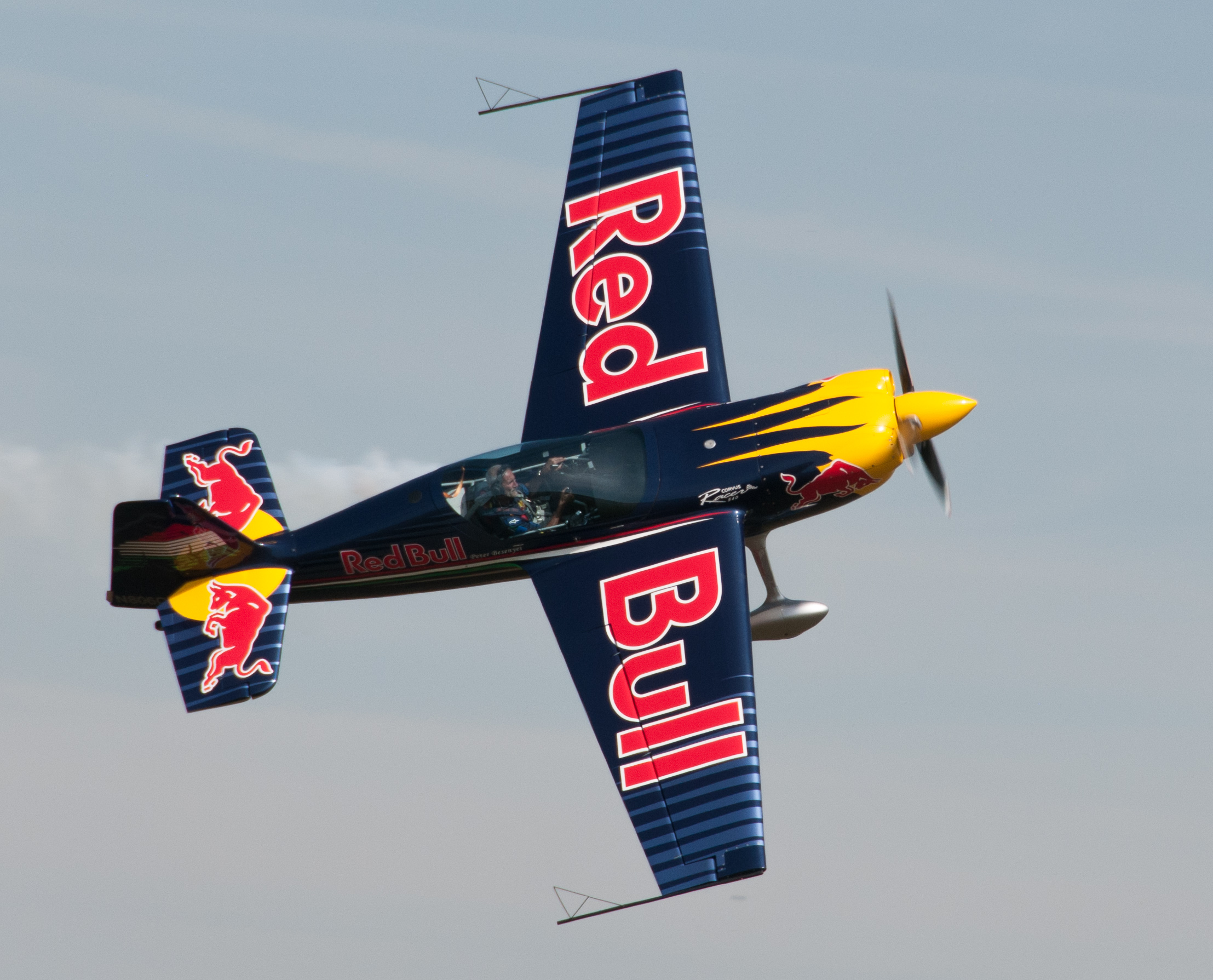
Corvus Racer 540 au CIAF 2012